# Рожновка (Московская область)

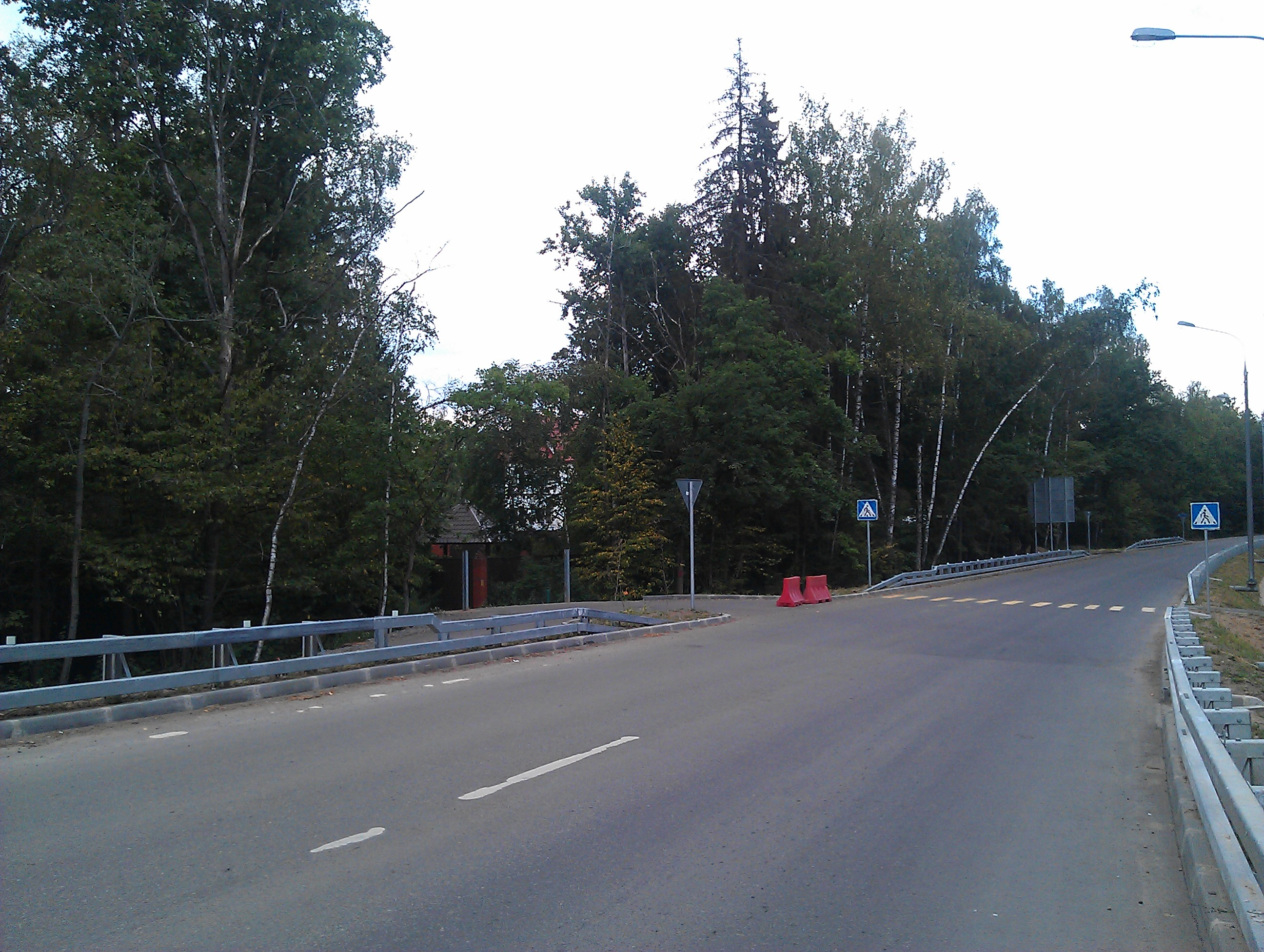

Рожновка — хутор в составе сельского поселения Жаворонковское Одинцовского муниципального района в Московской области. Население — 15 чел. (2010).

## История
Хутор образовался в начале XX века и представлял собой обособленные крестьянские хозяйства. Впервые Рожновка упоминается в перечне населённых пунктов 1929 года, там было зафиксировано 2 хозяйства и 10 жителей. Затем в состав Рожновки были включены другие обособленные крестьянские хозяйства. В 1950-х годах был построен массив домов, который в настоящее время является основной территориальной составляющей Рожновки. В 1960-х годах рядом с хутором (фактически вокруг него) появился дачный массив «Здравница» Мосдачтреста. До 2006 года хутор входил в состав Ликинского сельского округа.

## География
Рожновка расположена в 33 км к юго-западу от центра Москвы и в 9 км к юго-западу от центра Одинцова. Хутор представляет собой несколько обособленных участков. Большинство из них располагаются вдоль дороги, ведущей от Минского шоссе на север в сторону платформы Здравница. Один из участков примыкает к восточной части деревни Ликино и не связан дорогами с остальными кварталами Рожновки. Хутор окружает дачное некоммерческое партнёрство «Здравница» Мосдачтреста (на некоторых картах и дорожных указателях подписано как Здравница, однако официально не является населённым пунктом), а также лесные массивы. Высота центра над уровнем моря 209 м.

## Население
| 2002 | 2006 | 2010 |
| ---- | ---- | ---- |
| 9    | →9   | ↗15  |

## Транспорт
Рожновка расположена в 200 метрах к северу от трассы Минского шоссе. Автобусные маршруты связывают Рожновку с городами Москва, Одинцово, Краснознаменск, Можайск, Кубинка, Голицыно, Верея, посёлками городского типа Тучково, Лесной Городок, Новоивановское, а также селом Жаворонки. Ближайшая автобусная остановка находится напротив деревни Зайцево.
В 1 км к северу от Рожновки, на окраине села Перхушково, имеется пассажирская железнодорожная платформа Здравница.

## Архитектура
Застройка Рожновки представляет собой частные дома и дачи.